# ريتشارد كوغان
ريتشارد كوغان (بالإنجليزية: Richard Kogan, M.D.)‏ هو عازف بيانو وطبيب نفسي أمريكي، ولد في 1955.